# Teluk Paman
Teluk Paman is een bestuurslaag in het regentschap Kampar van de provincie Riau, Indonesië. Teluk Paman telt 1096 inwoners (volkstelling 2010).